# Seznam azerbajdžanskih režiserjev
Seznam azerbajdžanskih režiserjev.

## A
- Telman Adigozalov
- Vasil Amashukeli

## B
- Arif Babayev

## D
- (Sergej Danielijan)

## G
- Yuli Gusman

## I
- Rustam Ibragimbekov

## K
- Farman Karimzade
- Rauf Khalilov
- Eldar Kajsinovič Kulijev

## M
- Alexandre Michon

## O
- Rasim Ojagov

## P
- Džafar Panahi (azerb.-iranski)

## R
- Anar Rzayev

## S
- Latif Safarov
- Hasan Seyidbeyli
- Huseyn Seyidzadeh
- Abbas Mirza Sharifzadeh
- Boris Svetlov

## T
- Rza Tahmasib